# Försvaret av Toivala
Försvaret av Toivala bestod av en serie militära operationer under finska kriget 1808–1809 mellan svenska och ryska styrkor under sommaren och hösten år 1808 vid Toivala, norr om Kuopio.

## Bakgrund
Mot slutet av maj månad hade ryssarnas ställning i Finland försämrats avsevärt. I öst hade 5:e brigadens fälttåg och erövring av Kuopio rensat den delen av landet ifrån ryska styrkor. I väst stod Nikolaj Rajevskijs armé framför en större svensk armé medan stora ryska styrkor behövdes för att vakta den södra kusten. Därav sändes 11000 man till Finland för att förstärka arméerna. 7500 man under befäl av Michail Barclay de Tolly skickades till Savolax medan resten fördelades vid resterande områden. De ryska styrkornas överbefälhavare, Fredrik Vilhelm von Buxhoevden, upplade en plan i vilken de Tolly skulle inleda en offensiv mot Kuopio. Om den svenska huvudarmén i väst inleder en offensiv mot Rajevskij ska 3000 man stanna i öst medan resten av Barclay de Tollys armé marscherar till Rajevskijs understöd.
Chefen för 5:e brigaden, Johan August Sandels, var väl medveten om att hans offensiv i östra Finland inte kunde pågå under en längre tid och hade därför förberett att hålla stånd vid Toivala. Vid denna ort hade han därför samlat resurser och förråd. Ryssarnas offensiv upptäcktes av Carl Wilhelm Malm, som med 300 man marscherade mot , och han befalldes då att omedelbart återvända. Barclay de Tollys offensiv gick inledningsvis långsamt då partigängare störde hans verksamhet vilket fick honom att överskatta 5:e brigadens storlek och röra sig med mer försiktighet. Vid Jorois uppehöll 300 man under befäl av Berndt Adolf Grotenfelt en 2000 stark rysk styrka i två dagar efter vilket offensiven fortsatte. Gustaf Fahlander hade vid denna tid övermannat en rysk styrka vid Koivisto och erövrat deras förråd. Ryssarnas offensiv resulterade dock i att han blev avskuren ifrån sin kontakt med resten av den 5:e brigaden. För att kunna återvända fick hans män ro över sjöar och ibland dra båtarna över näs efter vilket de vandrade genom skogar, ödemark och bottenlösa kärr innan de mirakulöst kom tillbaka. Sandels trupper samlades vid Henriksnäs för att göra motstånd men då ryssarna inledde en kringgående rörelse drog han sig till Kuopio och rodde över till Toivala.

## Försvaret
Efter att 5:e brigaden framkommit till Toivala rådde inte overksamhet. Sandels fick snart information om att ryssarna inväntade en transport av livsmedel och förråd. Han bestämde direkt att denna transport skulle erövras och han bestämde även att vid samma tid anfalla ryssarna vid Kuopio.

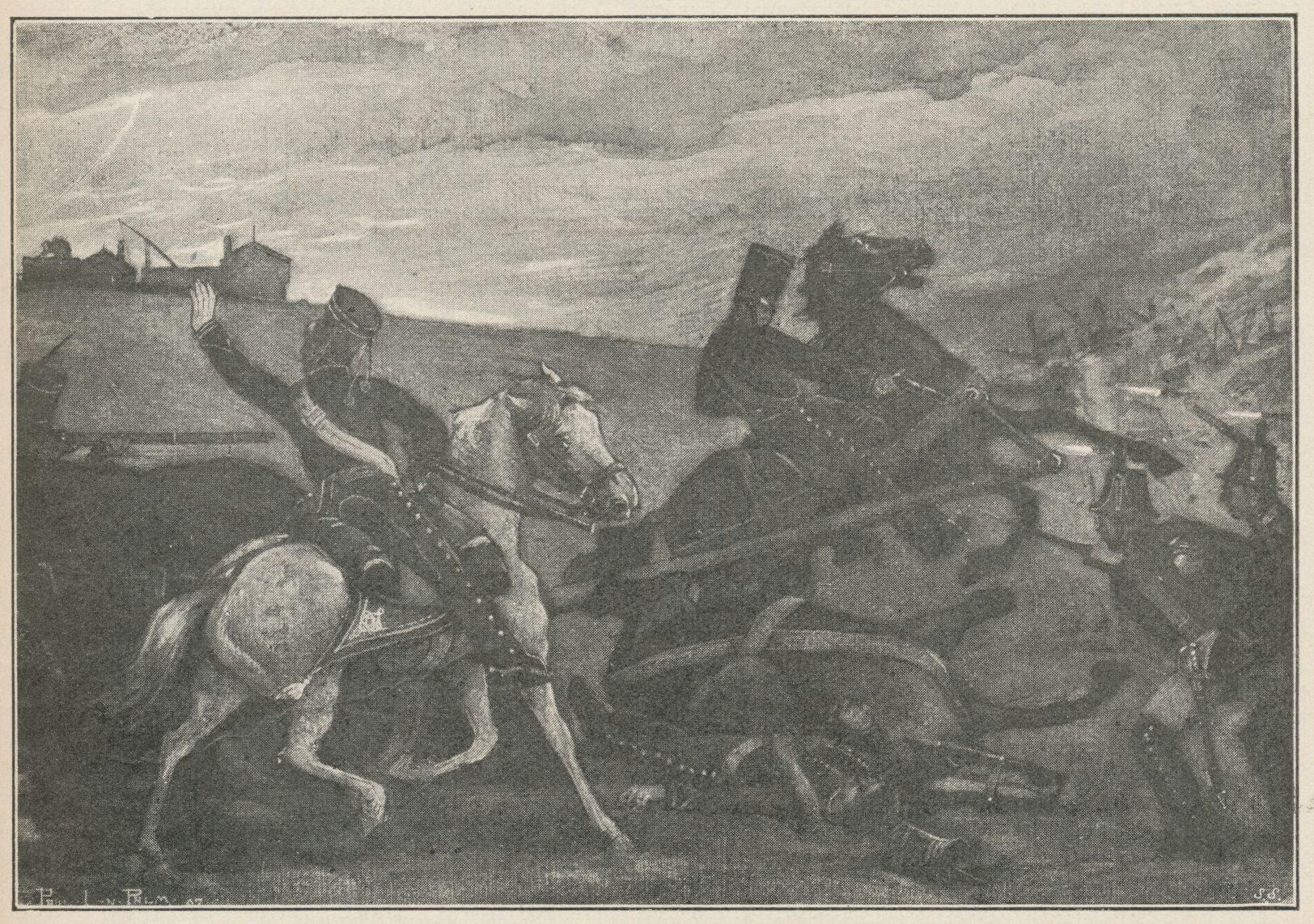
Överfallet vid Paukarlaks av Paul Larsson-Palm.

### Slaget vid Paukarlaks
För att erövra ovannämnda transport rodde 240 man under befäl av Joachim Zachris Duncker kvällen den 24 juni ifrån Toivala. De framkom den 25 juni till Paukarlaks där de klev iland. Han skulle först anfalla transporten när denna passerade men erhöll snart information om fienden stannat mellan Leppävirta och Paukarlaks. Därav sändes 50 man under befäl av Otto Weber för att kringgå fienden medan resten under befäl av Duncker och Malm skulle anfall norrifrån. Det oväntade anfallet var en succé i vilket 200 vagnar med livsmedel och förråd samt 400 hästar erövrades. Allt som kunde bäras med konfiskerades medan resten fördelades bland lokala bönder, dock fick man avliva de flesta hästarna. Den 26 juni återvände de till Toivala utan att ha förlorat en enda man.

### Första landstigningen vid Kuopio
Den 25 juni förbereddes en landstigning med 600 man och 4 kanoner. Dessa delades i två avdelningar, den ena under befäl av Gustaf Adolf Arnkihl och den andra, i vilken Sandels fanns med, under befäl av Carl Ulrik Schildt. Schildts avdelning landade omkring 21:00 öster om Kuopio och drev de ryska styrkorna in i en närliggande skog. Dessa erhöll dock förstärkningar och trängde tillbaka svenskarna, vilka då återvände till Toivala. Arnkihls avdelning landade norr om Kuopio där de mötte 150 man och 1 kanon. Ett anfall, lett i fronten av Jakob Henrik Zidén, erövrade kanonen och fienden flydde. Även här erhöll ryssarna dock förstärkningar vilka trängde tillbaka svenskarna.

### Konsekvenser
Vid denna tiden fanns endast 3000 man i Kuopio medan resten under befäl av Barclay de Tolly skulle understöda Rajevskij. De djärva anfallen ledde dock till att ryssarna överskattade 5:e brigadens storlek och de soldater som marscherat västerut återvände till Kuopio. Detta fick extremt stora konsekvenser eftersom det berövade Rajevskij flertalet soldater och tillät svenska huvudarmén att inleda en offensiv vilket förlängde kriget med flera månader.

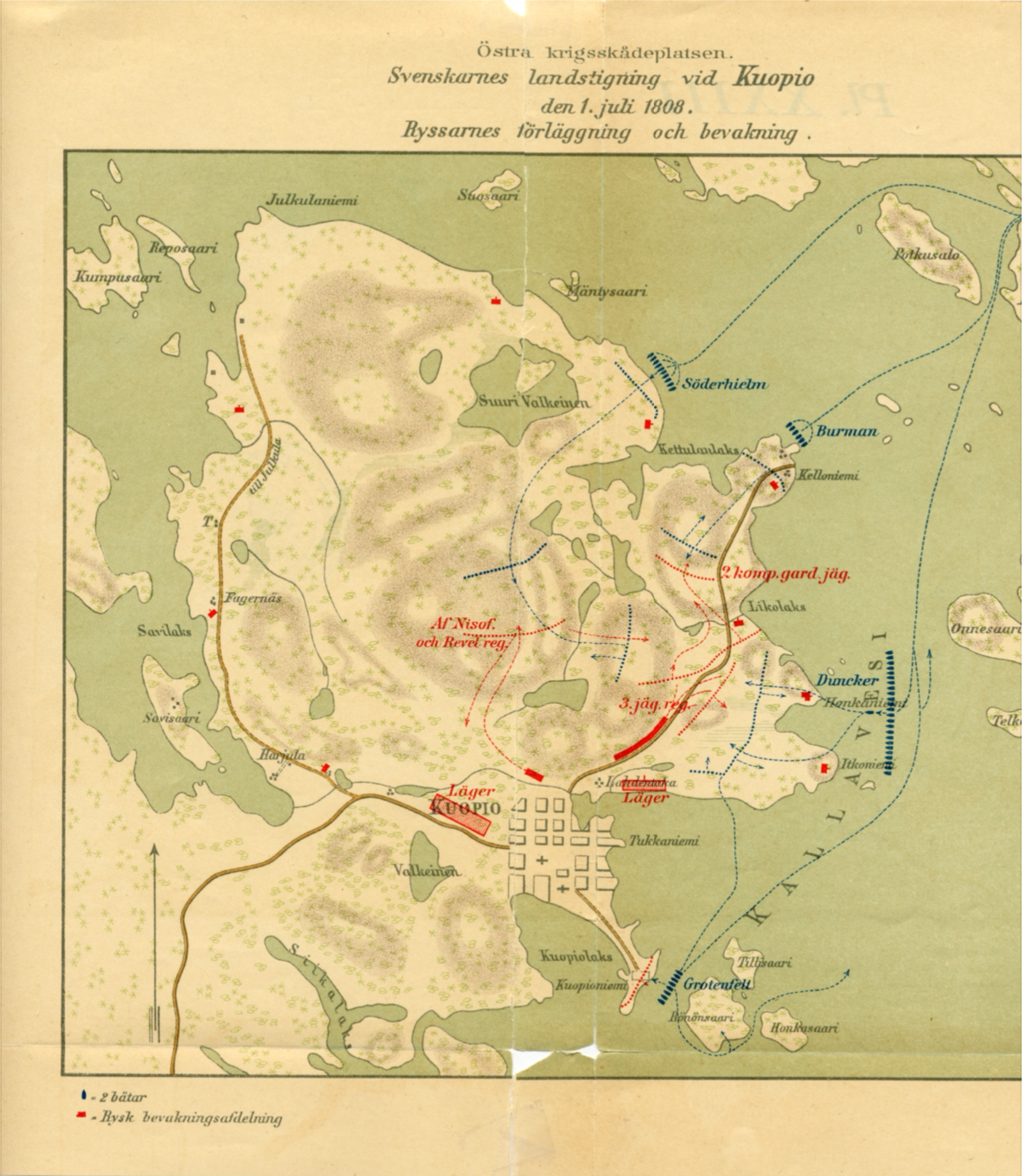
Andra landstigningen vid Kuopio.

### Andra landstigningen vid Kuopio
Kort efter den första landstigningen bestämde sig Sandels för att genomföra en till. Målet med detta var att dra Barclay de Tollys uppmärksamhet och fånga de ryska styrkorna på Kelloniemi udde samt deras båtar och kanoner. I syfte att undersöka ryssarnas ställning skickades därför Johan Jacob Burman och ett antal andra officerare för att överlämna brev och undersöka stranden. Planen var att 150 man med 2 kanoner under befäl av Grotenfelt ska anfalla Kuopio för att avleda fienden. Vid samma tid ska 100 man med 2 kanoner under befäl av Burman anfalla Kelloniemi udde för att dra fienden till sig medan 240 man under befäl av Johan Otto Söderhjelm ska landa på Kettulanlaks norr om Kelloniemi och 500 man med 2 kanoner under befäl av Duncker landa på en udde söder om Likolaks.
Svenskarna rodde ut klockan 23:00 den 30 juni medan anfallet inleddes klockan 01:00 den 1 juli. Grotenfelt anföll Kuopio men fick återvände då elden var för stark och kanonbåtarna skadades. Burman och Söderhjelm anföll även vid rätt tid men eftersom Duncker inte ankom med stöd blev de drivna tillbaka. Duncker var försenad eftersom han rensade stranden ifrån fiender. När han väl landade blev han snabbt övermannad av de ryska styrkorna och tillbakakastad. Även om anfallet misslyckades ledde det till av ryssarna överskattade 5:e brigadens storlek och företagsamhet.

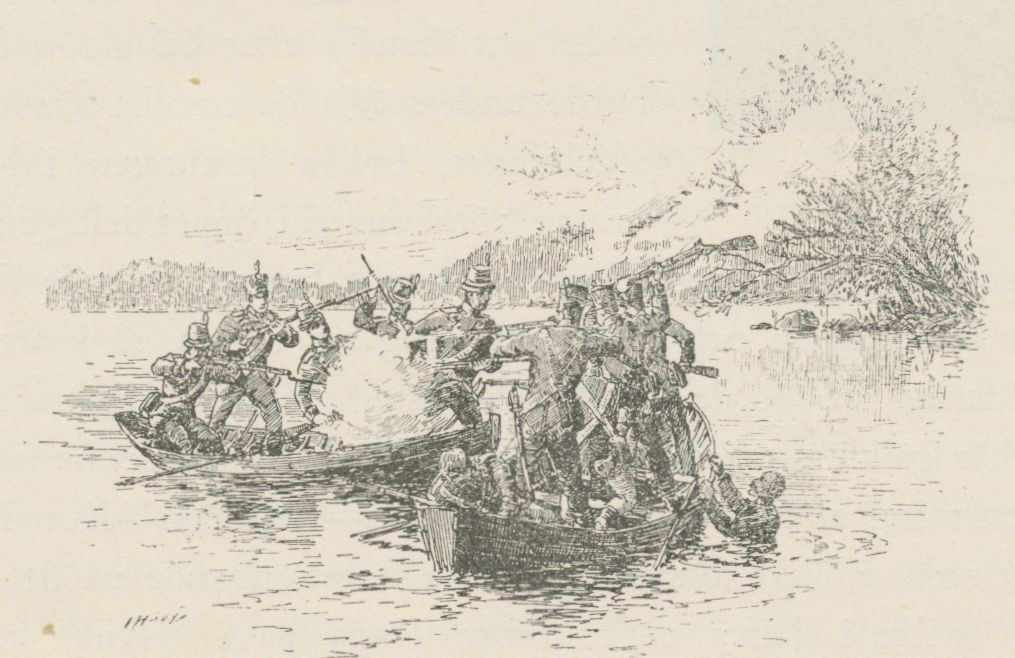
Sjöstrid vid Toivala.

### Senare Verksamhet
I längden ansåg Sandels att ställningen vid Toivala var ohållbar och forslade därför större delen av sina förråd till Palois, Idensalmi och Pulkkila. Verksamheterna avstannade vid Toivala med och bestod mest av mindre räder och sjöstrider, vilket fortsatte under de nästkommande månaderna. Under samma tid fördes ett partigängarkrig i Karelen, vilket skyddade 5:e brigadens flank.
Mot slutet av september hade allt mer ryska styrkor anlänt till Karelen och Sandels beslutade därför att tiden var inne för att lämna ställningen, vilket han genomförde morgonen den 30 september. Han skulle inta sin starka ställning vid Palois, men i enlighet med stilleståndet i Lochteå den 29 september tvingades han fortsätta bortom Idensalmi.

## Följder
Försvaret av Toivala bevisade sig vara en av de viktigaste svenska framgångarna under kriget. Genom att hålla sin ställning och få ryssarna överskatta storleken av 5:e brigaden kunde Sandels dra ryska styrkor som annars kunnat användas effektivare vid andra områden. Det förlängde kriget med flertalet månader.